# 2016 ve fotografii

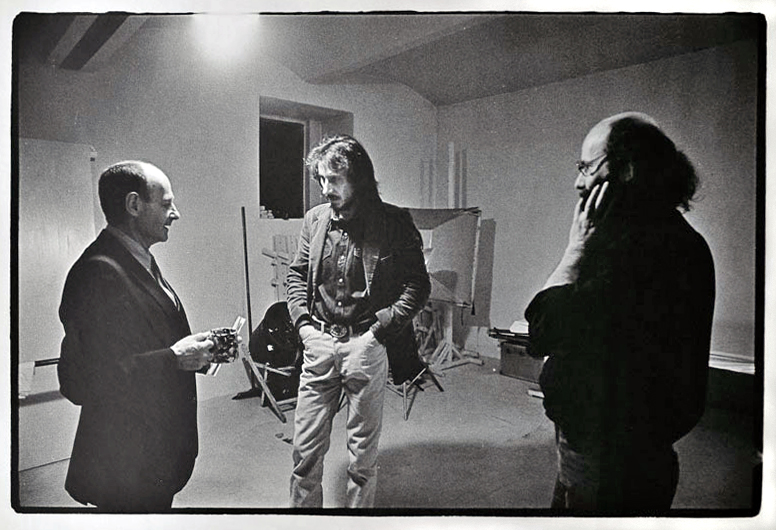
Dne 13. září 2016 zemřel Jiří Poláček, spoluautor cyklu Český člověk. Na fotografii uprostřed mezi Irving Pennem a Dušanem Šimánkem.

Tento článek obsahuje významné fotografické události v roce 2016.

## Události
- Prague Photo, duben
- Měsíc fotografie, Bratislava
- Mezinárodní festival fotografie v Lodži, květen
- photokina, Kolín nad Rýnem, září
- 114. kongres Fédération photographique de France, počátek května
- 47. Rencontres d'Arles červenec–září
- 20. Festival international de la photo animalière et de nature, Montier-en-Der, každý třetí čtvrtek v listopadu
- Salon de la photo, Paříž, listopad
- Mois de la Photo, Paříž, listopad
- Paris Photo, polovina listopadu 2016
- Visa pour l'image, Perpignan, začátek září 2016
- Nordic Light, Kristiansund, Norsko
- 32. kongres FIAP, Turecko

## Ocenění

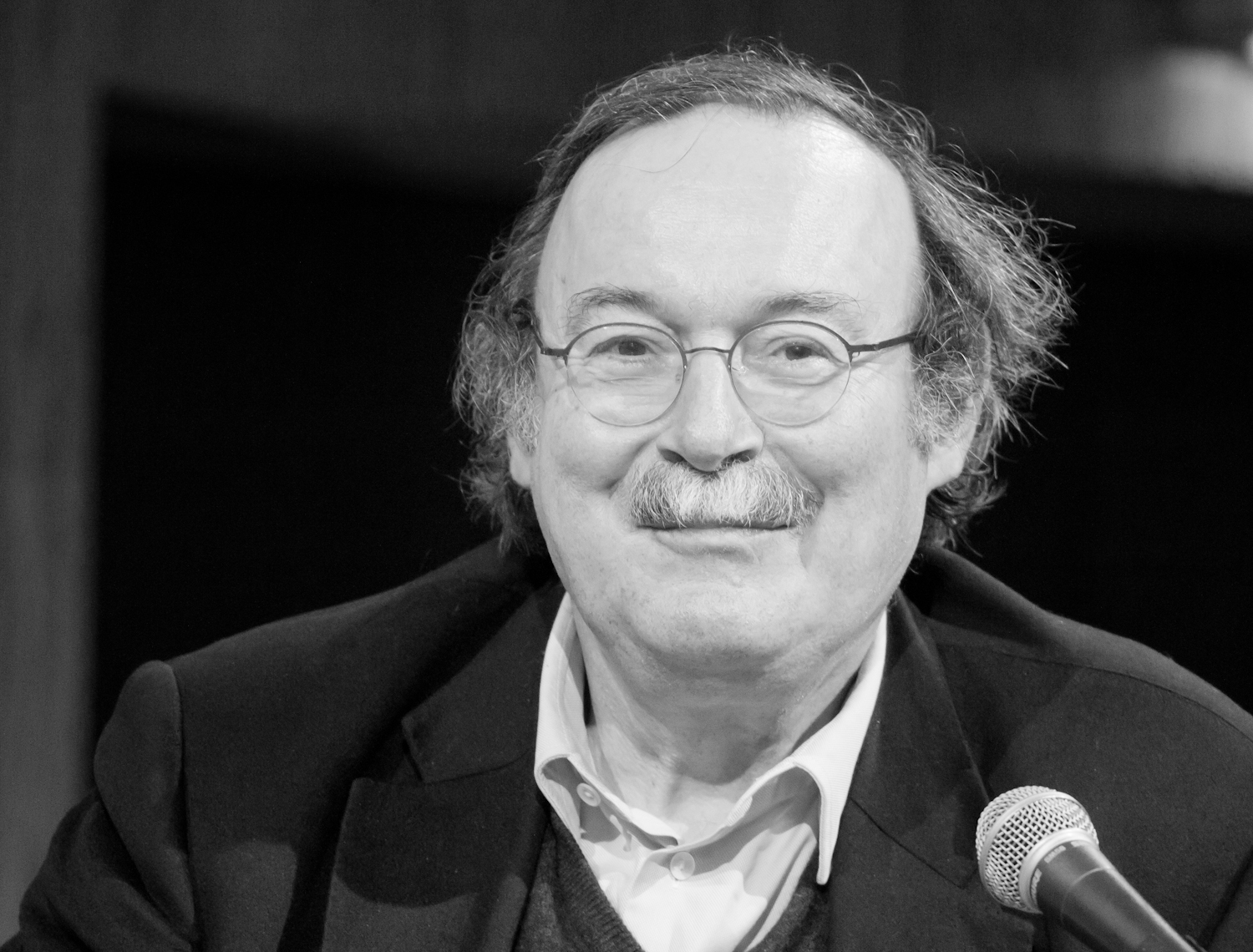
Cenu za kulturu Německé fotografické společnosti 2016 získal Lothar Schirmer

- Czech Press Photo – Michal Šula, MF DNES, Protesty proti návštěvě Čínského prezidenta, březen 2016
- World Press Photo – Warren Richardson
- Prix Niépce – Laurence Leblanc
- Prix Nadar – Patrick Zachmann, za So Long, China
- Prix de photographie de l'Académie des beaux-arts – Bruno Fert[1] za projekt Intimités temporaires, věnovaný interiérům útulků vytvořených migrujícími obyvateli.
- Prix HSBC pour la photographie – Christian Vium a Marta Zgierska[2]
- Prix Bayeux-Calvados des correspondants de guerre – Yannis Behrakis
- Prix Carmignac Gestion du photojournalisme – Lizzie Sadin, Le piège – traite des femmes au Népal; reportáž o otroctví žen a dívek v Nepálu[3]; výstava v Hôtel de l'Industrie v Paříži v roce 2017.
- Prix Roger-Pic – Pierre Faure, za sérii Les Gisants.
- Prix Lucas Dolega – Hashem Shakeri
- Prix Canon de la femme photojournaliste – Darcy Padilla / Vu
- Prix Picto – Laurent Henrion
- Prix Tremplin Photo de l'EMI – ?
- Prix Voies Off – Daesung Lee
- Cena Oskara Barnacka – Scarlett Coten
- Prix Leica Hall of Fame – Ara Güler
- Cena Ericha Salomona – Rolf Nobel
- Cena za kulturu Německé fotografické společnosti – Lothar Schirmer
- Cena Hansely Miethové – ? (foto), ? (text)
- Sony World Photography Awards[4]
- Cena Ansela Adamse – Nick Brandt
- Cena W. Eugena Smithe – Justyna Mielnikiewicz
- Pulitzerova cena
  -  Pulitzer Prize for Breaking News Photography – Mauricio Lima, Sergey Ponomarev, Tyler Hicks a Daniel Etter z The New York Times „za fotografie, které zachytily odhodlání uprchlíků, úskalí na jejich cestách a životní zápas v hostitelských zemích.“[5]
  -  Pulitzer Prize for Feature Photography – ?
- Zlatá medaile Roberta Capy – Bryan Denton a Sergey Ponomarev[6] za What ISIS Wrought[7], The New York Times.[8][9]
- Cena Inge Morath – ?
- Infinity Awards – ?
- Cena Higašikawy – Oscar Muñoz, Taiši Hirokawa, Jóko Ikeda, Michael Kenna a Jošimi Ikemoto
- Cena za fotografii Ihei Kimury – ?
- Cena Kena Domona – Mičio Jamauči
- Cena Nobua Iny – ?
- Cena Džuna Mikiho – ?
- Cena inspirace Džuna Mikiho – ?
- Prix Paul-Émile-Borduas – Rita Letendre
- Fotografická cena vévody a vévodkyně z Yorku – ?
- Národní fotografická cena Španělska – ?
- Hasselblad Award – Stan Douglas
- Švédská cena za fotografickou publikaci – Martina Hoogland Ivanow za Satellite + Circular Wait + Second Nature

- Cena Roswithy Haftmann – ?
- Prix Pictet – ?

## Velké výstavy

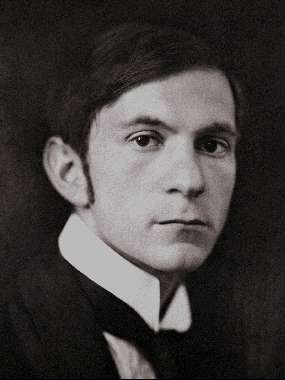
Před sto lety zemřel Vladimír Jindřich Bufka

Přehled vybraných významných výstav:
Dne 14. října bylo otevřeno v pražských Nových Butovicích Czech Photo Centre, které zahájilo svou činnost výstavou Agentury VII.
- Duane Michals, The Narrative Photograph, Galerie Jackson Fine Art, Atlanta[10]
- Marc Riboud, Cuba 1963, Fondation Brownstone, Paříž[11]

## Významná výročí
- 1916 – Spojení dálkoměru a objektivu umožnilo přesné a rychlé nastavení ostrosti.

### Výročí narození
zahraničí
- 23. ledna – David Douglas Duncan, americký válečný fotograf († 2018)
- 3. dubna – Peter Gowland, americký fotograf († 2010)
- 15. dubna – Karel Otto Hrubý, fotograf († 19. července 1998)
- 26. dubna – Werner Bischof, švýcarský reportážní fotograf († 16. května 1954)
- 2. července – Zélia Gattai, brazilská spisovatelka a fotografka († 2008)
- 3. září – Trigger Alpert, americký jazzový kontrabasista a fotograf († 22. prosince 2013)
- 9. září – Karel Aliger, fotograf († 28. května 1984)
- 9. října – Marcel Lefrancq, belgický fotograf († 14. listopadu 1974)
- ? – David E. Scherman, americký fotograf († 5. května 1997)
- Peter Keetman
- George Silk

### Výročí úmrtí

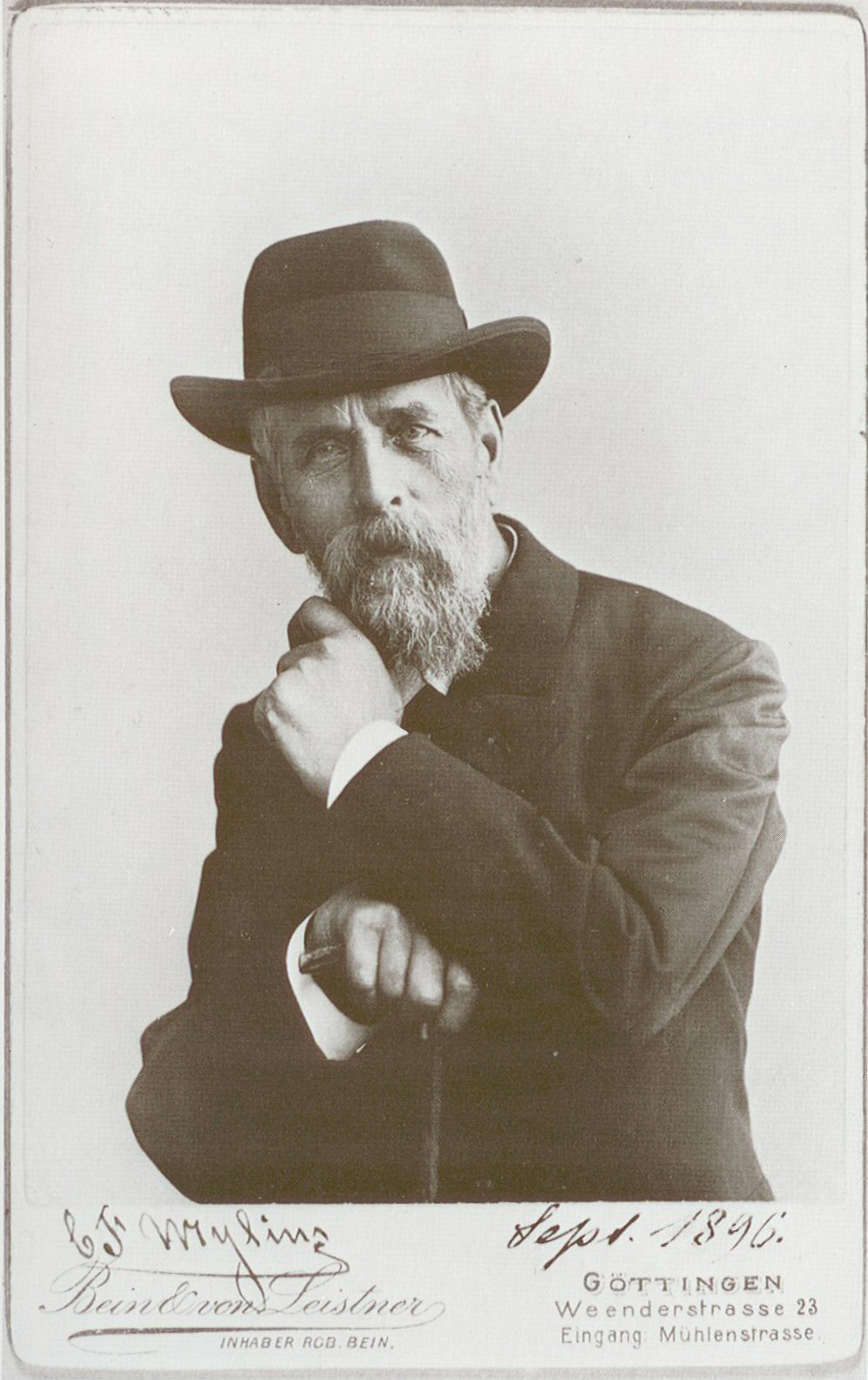
Před sto lety zemřel německý fotograf Carl Friedrich Mylius

- 11. ledna – Jacob Hilsdorf, německý portrétní fotograf (* ? 1872)
- 23. května – Vladimír Jindřich Bufka, fotograf, publicista (* 16. července 1887)
- 23. května – Carl Friedrich Mylius, německý fotograf (* 10. ledna 1827)
- 23. června – Carleton Watkins, americký krajinářský fotograf (* 11. listopadu 1829)
- 24. července – Adam Clark Vroman, americký fotograf (* 15. dubna 1856)
- 17. září – Hermann Krone, německý fotograf, vědec a publicista (* 14. září 1827)
- 27. října – Adolph Lønborg, dánský fotograf (* 5. září 1835)
- 19. prosince – Alois Beer, rakouský fotograf (* 14. června 1840)

## Úmrtí v roce 2016

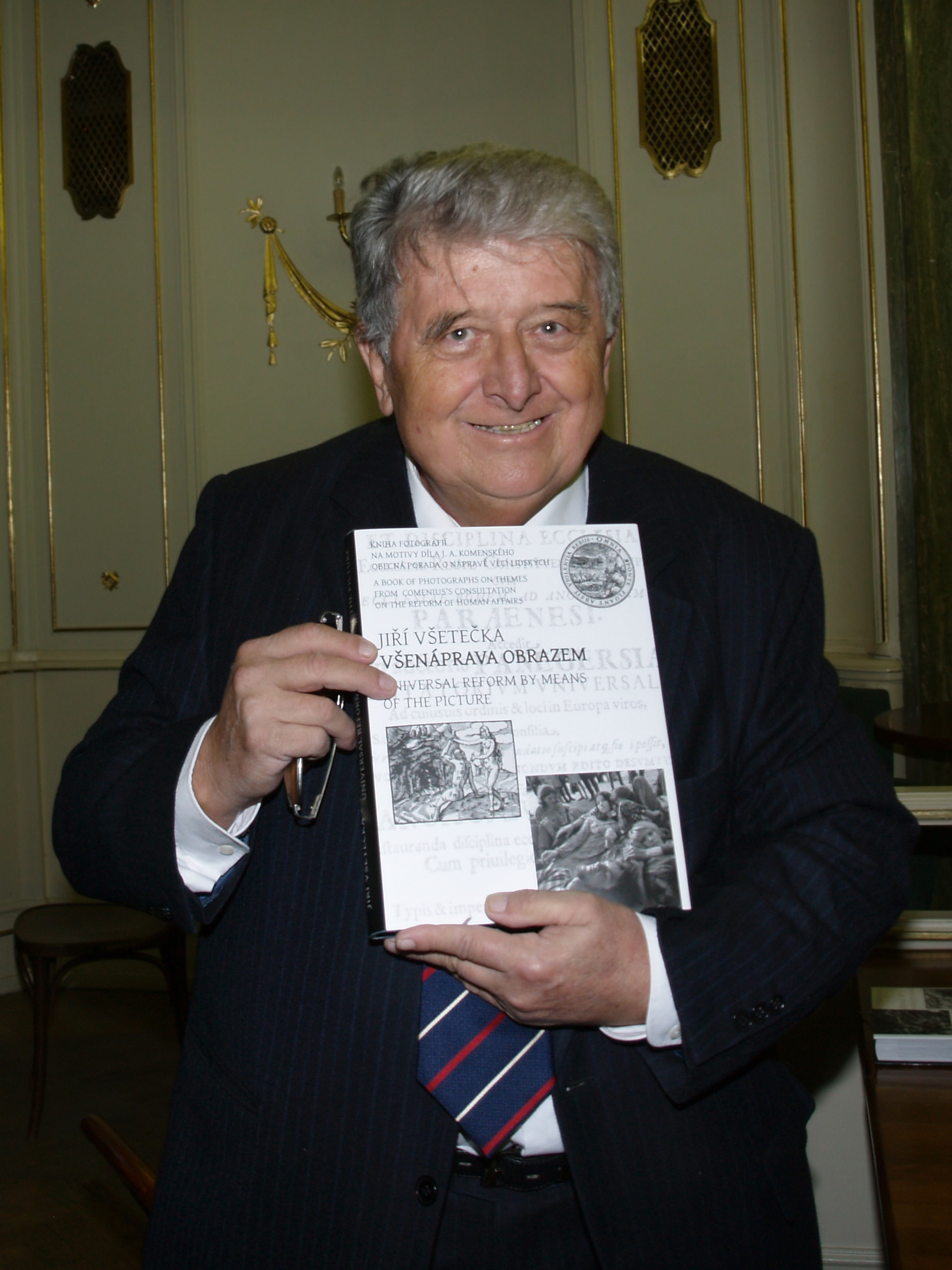
Dne 9. listopadu 2016 zemřel Jiří Všetečka. Na snímku se svou knihou Všenáprava obrazem

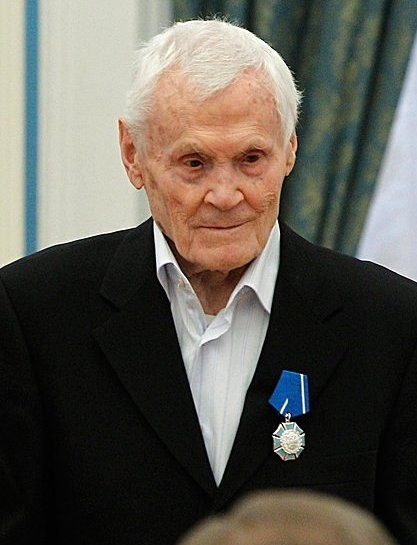
V roce 2016 zemřel ruský novinářský a krajinářský fotograf Vadim Gippenrejter

- 18. ledna – Leila Alaoui, 33, marocká umělkyně a fotografka narozená ve Francii[12]
- 26. ledna – Jerzy Tomaszewski, 92, polský fotograf, Varšavské povstání 1944[13]
- 8. února – Viggo Rivad, 93, dánský fotograf[14]
- 14. února – Ivo Bulanda, německý dokumentární filmař a fotograf (* 23. října 1932)
- 21. února – Peter Marlow, 63, britský zpravodajský fotograf[15]
- 7. března – Gary Braasch, 70, americký fotograf[16]
- 17. března – Jun Shiraoka, 71, japonský fotograf[17]
- 19. března – Bob Adelman, 85, americký fotograf (African-American Civil Rights Movement).[18]
- 23. března – Ruth Inge Hardison, 102, americká sochařka, umělkyně a fotografka.[19]
- 19. března – Bob Adelman, 85, americký fotograf
- 1. dubna – André Villers, 85, francouzský fotograf[20]
- 6. dubna – Tomáš Sládek, český potápěč, instruktor potápění, publicista, školitel, fotograf/podvodní fotograf a jeskyňář (* 14. července 1969)
- 14. dubna – Malick Sidibé, 80, fotograf z Mali[21]
- 17. dubna – Nicolas Tikhomiroff, 89, francouzský fotograf[22]
- 18. dubna – Fulvio Roiter, 89, italský fotograf, získal cenu Prix Nadar (1956)[23]
- 26. dubna – Martin Szipál, 91, maďarský fotograf[24]
- 28. dubna – Charles Gatewood, 73, americký fotograf[25]
- 13. května – Vladimír Uher, český fotograf (* 18. ledna 1925)
- 5. května – Matt Irwin, 36, britský fotograf celebrit.[26]
- 6. května – Kódžó Tanaka, 91, japonský fotograf[27]
- 17. května – Ed Kolenovsky, 87, americký fotograf (Associated Press).[28]
- 18. května – Adrian Flowers, 89, britský fotograf.[29]
- 18. května – Michael Reichmann, 71, kanadský fotograf a bloger.[30]
- 11. června – Asghar Bichareh, 89, íránský fotograf a herec.[31]
- 19. června – Ho Fan, 84, čínský fotograf, filmový režisér a herec.[32]
- 25. června – Bill Cunningham, 87, americký fotograf.[33]
- 27. června – Dave Heath, 85, americký fotograf.[34]
- 16. července – Vadim Gippenrejter, ruský fotograf (* 22. dubna 1917)
- 18. července – Billy Name, 76, americký fotograf (* 22. února 1940).[35]
- 30. července – Ed Ross, 50, americký fotograf, nehoda na motocyklu.[36]
- 31. července – Jean-Claude Wicky, 70, švýcarský fotograf.[37]
- 2. srpna – Jü Žuťi, asi 84, tchajwanský fotograf a kameraman.
- 11. srpna – Len Steckler, 88, americký fotograf, ilustrátor a filmař.[38]
- 11. srpna – Thomas Steinbeck, 72, americký spisovatel a válečný fotograf.[39]
- 19. srpna – Colin O'Brien, 76, britský fotograf.[40]
- 30. srpna – Marc Riboud, francouzský fotograf a fotoreportér (* 24. června 1923).[41]
- 31. srpna – Nathan Lyons, 86, americký fotograf.[42]
- 8. září – Vicente Martín, španělský fotograf (* 1926)
- 13. září – Jiří Poláček, český fotograf (* 6. června 1946)
- 13. září – Gérard Rondeau, 63, francouzský fotograf.[43]
- 30. září – George Barris, 94, americký fotograf, portréty Marilyn Monroe (* 14. června 1922).[44]
- 7. října – Wolfgang Suschitzky, 104, britský fotograf a filmař narozený v Rakousko-Uhersku (Get Carter).[45]
- 13. října – Louis Stettner, 93, americký fotograf.[46]
- 14. října – Elżbieta Łaniewska-Łukaszczyk, polská harcerka, fotografka, varšavská povstalkyně a doktorka medicíny (* 13. dubna 1930)
- 9. listopadu – Jiří Všetečka, 79, český fotograf.[47]
- 14. listopadu – Marti Friedlander, 88, novozélandský fotograf.[48]
- 25. listopadu – David Hamilton, 83, britsko-francouzsky fotograf, scenárista, producent a filmový režisér[49]
- 5. prosince – Rodney Smith, 68, americký fotograf[50]
- 11. prosince – Helena Šťastná, česká fotografka a cestovatelka (* 24. července 1920)
- 15. prosince – Howard Bingham, 77, americký fotograf a životopisec (Muhammada Ali).[51]
- 20. prosince – Archie Miyatake, 92, japonský fotograf[52]